# Bartramia thelioides
Bartramia thelioides är en bladmossart som beskrevs av C. Müller 1875. Bartramia thelioides ingår i släktet äppelmossor, och familjen Bartramiaceae. Inga underarter finns listade i Catalogue of Life.